# 프레드 번스
프레드 번스(Fred Burns, 1878년 4월 24일 ~ 1955년 7월 18일)는 미국의 배우이다.

## 영화
- 수줍은 독신남 (1942년)
- 돌아온 론 레인저 (1939년)
- 론 레인저 (1938년)
- 버저런티스 알 커밍 (1936년)
- 트레일 오브 더 론섬 파인 (1936년)
- 헤리티지 오브 더 데저트 (1932년)
- 리오 리타 (1929년)